# Шорлеммер, Карл
Карл Шо́рлеммер (нем. Carl Schorlemmer; 30 сентября 1834, Дармштадт — 27 июня 1892, Манчестер) — немецкий химик.

## Биография
Карл Шорлеммер — старший сын столяра Иоганнеса Шорлеммера и его супруги Катарины Филиппины. Окончил четыре класса реальной школы. В 1850—1853 годах учился в ремесленном училище в Дармштадте, затем два с половиной года обучался на аптекаря в Грос-Умштадте. Сдав экзамен на помощника аптекаря, получил работу в гейдельбергской аптеке.
В Гейдельберге Шорлеммер посещал лекции Роберта Вильгельма Бунзена, вдохновившие его посвятить себя химии. В 1859 году Шорлеммер проучился один семестр в Гиссенском университете. Осенью того же года Шорлеммер получил должность личного ассистента Генри Энфилда Роско в Манчестере и спустя два года занял должность ассистента преподавателя.
С 1862 года Шорлеммер занялся исследованием алкогольных радикалов и углеводородов жирного ряда. Он доказал, что гидриды алкоголя и углеводороды, считавшиеся в то время радикалами алкоголя, представляют собой одно и то же. С 1874 года Шорлеммер являлся профессором органической химии в Манчестере. Являлся членом Философского общества с 1870 года, Лондонского королевского общества — с 1871 года, Американского философского общества — с 1878 года. С 1889 года Шорлеммер состоял в Социал-демократической партии Германии и являлся близким другом Карла Маркса и Фридриха Энгельса, консультировал их по естественнонаучным вопросам. Шорлеммер специализировался на простых углеводородах, провёл их классификацию с единой теоретической точки зрения.